# Trentepohlia (Mongoma) aequinigra
Trentepohlia (Mongoma) aequinigra is een tweevleugelige uit de familie steltmuggen (Limoniidae). De soort komt voor in het Oriëntaals gebied.